# Скиндерис, Симас Альгимантасович
Си́мас Альгиманта́сович Ски́ндерис (лит. Simas Skinderis; 17 февраля 1981, Паневежис, Литовская ССР, СССР) — литовский футболист, вратарь.

## Карьера
Воспитанник футбольной школы города Паневежиса. Первый тренер — Тадас Бутринчас.
25 октября 2004 в 28-м туре чемпионат Белоруссии по футболу вместе со своей командой минским «Торпедо-СКА» в матче против клуба «Звезда-ВА-БГУ» принял участие в массовой драке. После данного инцидента было принято решение дисквалифицировать Скиндерса на 10 матчей за удар соперника кулаком по лицу.
В 2007 году играл за уральский «Акжайык», однако в феврале 2008 года вместе с целым рядом игроков перешёл в «Ордабасы».
В январе 2012 подписал контракт с бобруйской «Белшиной».
В начале 2013 года подписал контракт с мозырьской Славией. С 2014 по 2016 год выступал за «Городею». В 2017 году перешёл в литовский клуб «Невежис», где и завершил карьеру.

## Достижения
- Бронзовый призёр чемпионата Белоруссии: 2010

## Статистика игр за ФК «Минск»
| Сезон | Количество игр в ЧБ | Пропущено мячей | Место «Минска» в ЧБ |
| ----- | ------------------- | --------------- | ------------------- |
| 2009  | 17                  | 15              | 9                   |
| 2010  | 31                  | 29              | 3                   |
| 2011  | 16                  | 20              | 9                   |